# Spondianthus
Spondianthus es un género de plantas con flores perteneciente a la familia Phyllanthaceae y único género de la subtribu  Spondianthinae. El género se encuentra en el África tropical.

## Especies seleccionadas
- Spondianthus precisii
- Spondianthus preussii
  - Spondianthus preussii var. glaber
  - Spondianthus preussi var. preussi
- Spondianthus ugandensis

## Sinónimo
Megabaria Pierre ex Hutch.